# 景山太郎
景山 太郎（かげやま たろう）は、日本の元裁判官。

## 経歴
第45期（1991年度）司法修習生。
- 1993年（平成5年）4月9日 - 1995年（平成7年）3月31日：東京地方裁判所判事補[1]
- 1995年4月1日 - 1996年（平成8年）4月8日：大阪地方裁判所・大阪家庭裁判所堺支部判事補[1]
- 1996年4月9日 - 1998年（平成10年）3月26日：大阪地方裁判所・大阪家庭裁判所堺支部判事補、堺簡易裁判所判事[1]
- 1998年3月27日 - 1998年3月31日：東京地方裁判所判事補、東京簡易裁判所判事[1]
- 1998年4月1日 - 2002年（平成14年）7月14日：法務省人権擁護局付（検事）[1][2]
- 2002年7月15日 - 2003年（平成15年）4月8日：東京地方裁判所判事補、東京簡易裁判所判事[1]
- 2003年4月9日 - 2004年（平成16年）3月31日：東京地方裁判所判事[1]
- 2004年4月1日 - 2004年7月31日：東京高等裁判所判事[1]
- 2004年8月1日 - 2007年（平成19年）3月31日：京都地方裁判所・京都家庭裁判所・京都簡易裁判所判事[1]
- 2007年4月1日 - 2007年5月31日：東京地方裁判所・東京簡易裁判所判事[1]
- 2007年6月1日 - 2011年（平成23年）3月31日：司法研修所教官（東京地方裁判所判事・東京高等裁判所判事）[1]
- 2011年4月1日 - 2014年（平成26年）3月31日：横浜地方裁判所・横浜簡易裁判所判事[1]
- 2014年4月1日 - 2017年（平成29年）3月31日：名古屋地方裁判所部総括判事、名古屋簡易裁判所判事[1]
- 2017年4月1日 - 2018年（平成30年）1月23日：東京高等裁判所判事、東京簡易裁判所判事[1]
- 2018年1月24日 - 2022年（令和4年）3月31日： 横浜地方裁判所部総括判事、横浜家庭裁判所判事[1]
- 2022年4月1日 - 2022年（令和4年）7月14日：東京高等裁判所判事、東京簡易裁判所判事[1]
- 2022年7月15日：依願退官

## 主な担当訴訟
- 碧南市パチンコ店長夫婦殺害事件（2015年 - 2016年、裁判員裁判。第一審・名古屋地裁）
  - 被告人3人の刑事裁判をいずれも裁判長として担当した。本事件での逮捕前に闇サイト殺人事件で無期懲役が確定していた主犯格・堀慶末に死刑判決（2019年8月に確定）を言い渡したほか、共犯者2人に無期懲役判決（1人は求刑：死刑、もう1人は求刑：無期懲役。いずれも2018年までに相次いで確定）をそれぞれ言い渡した。
- 九頭竜湖女性殺害遺棄事件（2016年、裁判員裁判。第一審・名古屋地裁）
  - 被害者1人に対する殺人・別の被害者1人に対する傷害致死およびそれぞれの被害者に対する死体遺棄罪に問われた被告人の男に無期懲役判決（求刑：死刑）を言い渡した[3][4][5][6][7]。

## 法廷でのパソコン電源利用の制止に関する問題
横浜地方裁判所第3刑事部に係属した刑事裁判において裁判長を務めた景山は、2021年9月27日、公判前整理手続期日の開始直前に、いつものように持参したノートパソコンを法廷内の電源に接続して使用しようとした弁護人・高野隆に対し、「皆さんだけに電気の使用を許すわけにはいかないので。国の電気ですから、私的とか、仕事上かもしれないけど、自前の電気でやってください。そのように各地の裁判所でもしています。公判前整理手続で電気を使うのは筋違いだと思います。」と述べ、法廷内の電源の使用は許されない旨の注意をした。景山は、弁護人から、その注意は裁判長の訴訟指揮権に基づく処分であるか否かと問われ、これを肯定した。そこで、弁護人は、刑事被告人が弁護人の援助を受ける権利（憲法37条）を侵害する違憲かつ違法な処分であるとして裁判長の処分に対する異議を申し立てた。これに対し、景山は、弁護人に対し、法廷の電源の使用は許されない旨を改めて告げた（弁護人の主張に拠れば、景山は、もう一人の裁判官と合議して弁護人の異議を棄却した。）。これを受けて、弁護人は、東京高等裁判所に抗告を申し立てた。東京高等裁判所は、2021年10月6日、上記のやりとりは公判前整理手続期日の開始前にされたものであって裁判書が作成されていないことを理由として、そもそも抗告の対象になる裁判所の決定がされていないという理由で弁護人の抗告を棄却した。ただし、東京高等裁判所は、当該棄却決定において、景山の発言は裁判所による決定がされたとの誤解を招きかねない点で不相当であるとも指摘した。